# Cervinia brevipes
Cervinia brevipes är en kräftdjursart som beskrevs av Brodskaya 1963. Cervinia brevipes ingår i släktet Cervinia och familjen Cerviniidae. Inga underarter finns listade i Catalogue of Life.